# Spui (Zélande)
Pour les articles homonymes, voir Spui.
Spui est un village appartenant à la commune néerlandaise de Terneuzen, situé dans la province de la Zélande, en Flandre zélandaise.
En 2009, le village comptait 245 habitants.

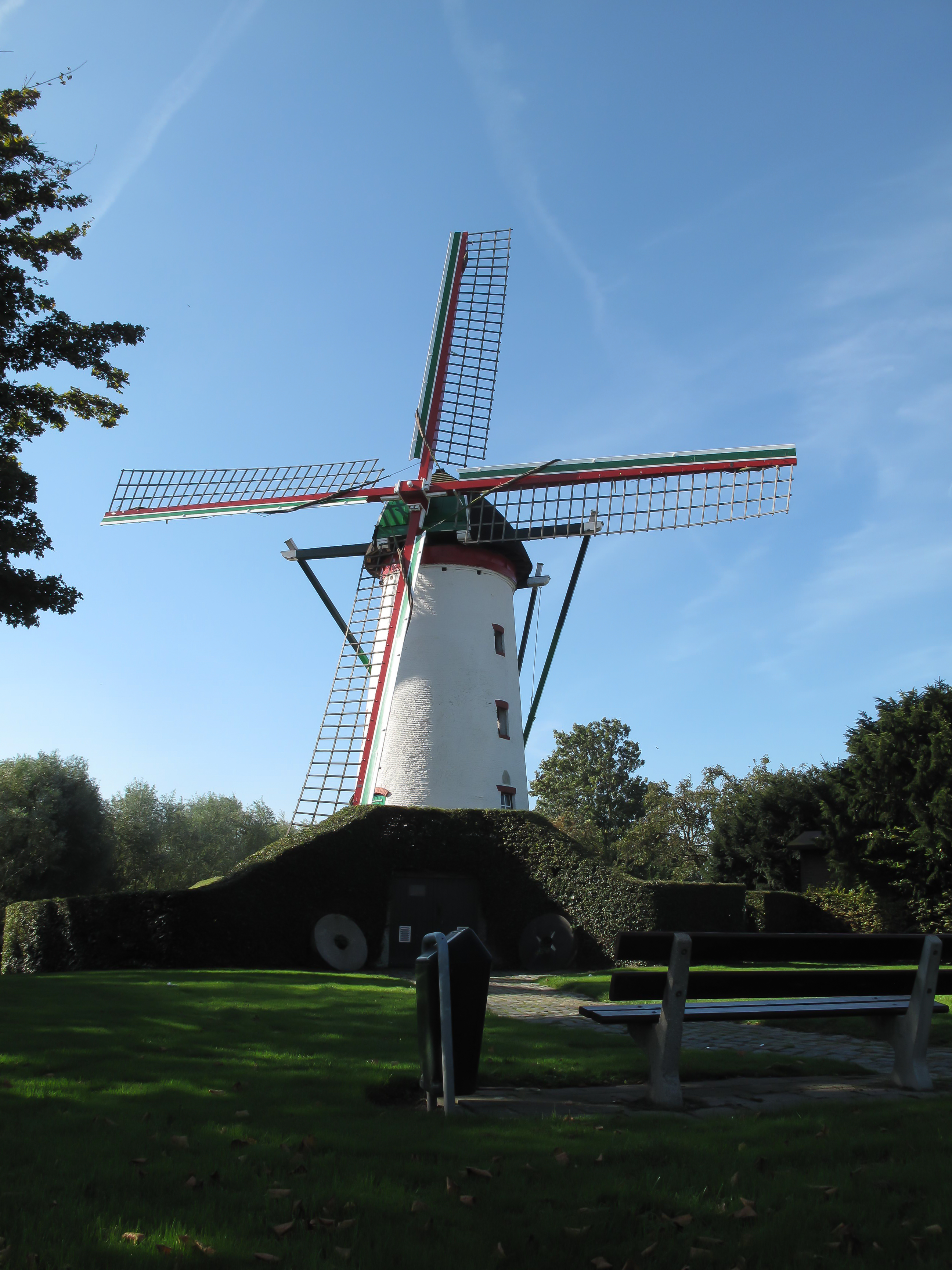
Spui, moulin: molen Eben Haëzer